# Hřídelík
Die Ruine der Felsenburg Hřídelík (deutsch Altes Haus, auch Kleine Welle) befindet sich südlich des Ortes Blíževedly (Bleiswedel) in der Daubaer Schweiz, Tschechien. Die auf einem steil nach Süden abfallenden Sandsteinfelsen in 362 m ü. M. errichtete Anlage diente dem Schutz des durch den Bleiswedeler Grund führenden alten Handelsweges von Úštěk nach Rumburk und die Oberlausitz.

## Geschichte
Erste Nachrichten über die vermutlich von den Berka von Dubá errichtete Burg stammen aus dem Jahre 1292. 1375 erwarb der Prager Erzbischof Johann Očko von Wlašim Hřídelík von Hans Berka von Dubá. Als Sitz des Burggrafen Martin von Hrzidelik diente sie der Verwaltung der bischöflichen Ländereien der Herrschaft Helfenburg und als Gefängnis des Erzbistums Prag. In dieser Zeit verfiel die Anlage und 1395 bestanden Pläne zur Umwandlung in ein Kloster der Dominikaner.
Während der Hussitenkriege erlosch die Burg, es wird angenommen, dass sie zerstört worden ist. Später ist sie in den Katastern als Altes Haus oder alte Burg geführt worden.
Nach dem Amtsantritt des Leitmeritzer Bischofs Augustin I. Bartolomäus Hille erinnerte sich dieser der Anlage und ließ sich auf den Ruinen ein Lustschlösschen errichten. Das aus Ziegelmauerwerk errichtete Bauwerk war schon nach kurzer Zeit so marode, dass es um 1850 aufgegeben wurde. Nachfolgend wurden die ausgehöhlten und überhängenden Felsen zum Schlupfwinkel von Bettlern und Landstreichern.
1906 ließ der Bleiswedler Gastwirt Franz Josef Pietzsch die Anlagen von den Trümmern beräumen und legte den Burghof und einige Gemächer frei, um dort eine Sommerwirtschaft zu errichten, die nicht lange bestand. Noch vor dem Ersten Weltkrieg wurden die Felshöhlen dann als Dörrhäuser genutzt und auf den Lehnen Hopfengärten angelegt.

## Burganlage
Von der ursprünglichen Anlage sind nur noch wenige Mauerreste und der frühere Wallgraben erhalten, der mit alten Obstbäumen bestanden ist.